# Matmata
Matmata (arabisch مطماطة, DMG Maṭmāṭa, Zentralatlas-Tamazight ⵎⴰⵟⵎⴰⵟⴰ Maṭmaṭa) ist ein Berberort mit etwa 2500 Einwohnern im südlichen Tunesien. Er ist bekannt durch mehrere Höhlenwohnungen.

## Lage
Matmata liegt in einer Höhe von ca. 600 m ü. d. M. im Norden des Djebel-Dahar-Berglandes. Der Ort ist etwa 440 km (Fahrtstrecke) in südlicher Richtung von Tunis entfernt; die nächstgrößere Stadt Medenine befindet sich ca. 80 km in östlicher Richtung.

## Geschichte

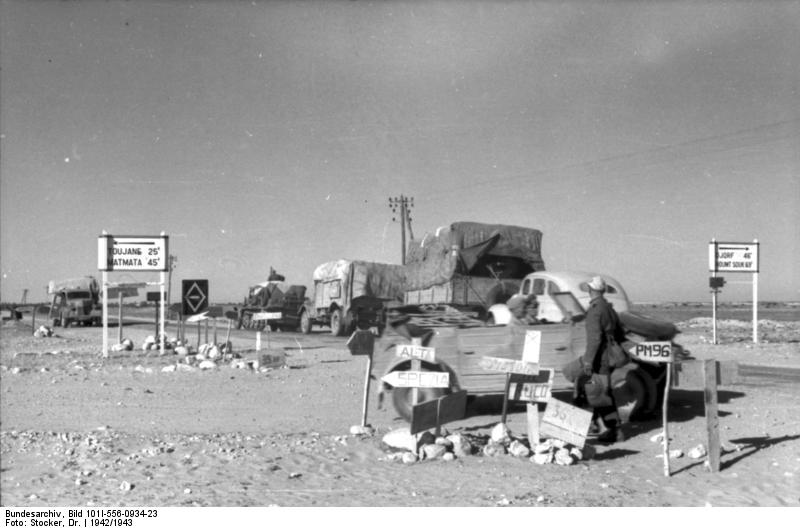
Deutsche Militärfahrzeuge an einer Wegkreuzung bei Matmata, 1942

Die mündliche Überlieferung berichtet, dass in römischer Zeit östliche Stämme in der Region Matmata angesiedelt wurden, vor denen sich die örtliche Berberbevölkerung in Felsspalten und Gruben versteckte. Die Männer arbeiteten in den Olivenhainen des Nordens und wurden auch mit Olivenöl entlohnt. Dieses tauschten sie gegen Güter und Nahrungsmittel.
Bis zum 16. oder 17. Jahrhundert, als die heutige Bevölkerung die Höhlenwohnungen errichtete, bestand eine Festung, deren Überreste noch zu sehen sind. Die dort befindlichen Häuser wurden zugunsten der – material- und kostensparenden sowie Temperaturschwankungen ausgleichenden – unterirdischen Wohnungen aufgegeben.
Im Gegensatz zu den Legenden, die über das vergessene Berberdorf kolportiert werden, war es auch im 19. Jahrhundert bekannt. So berichten 1897 Petermanns Geographische Mitteilungen über das „Höhlendorf“.

### Aufstände (ab 1915)
Aufständische unter Führung von Mohamed Daghbaji (1915–1921), der von Italienern in Libyen festgenommen, ausgeliefert und 1924 hingerichtet wurde, fanden hier Unterschlupf. Daghbaji war 1915 aus der Kolonialarmee desertiert und wurde einer der ersten, der sich mit Gewalt gegen die französische Herrschaft zur Wehr setzte. Gleichzeitig erhoben sich die Ouderna gegen die französische und in Libyen weitere Berbergruppen gegen die italienische Kolonisierung. Die Ouderna versuchten die osmanische Oberhoheit wiederherzustellen, doch sie wurden von 30.000 französischen Soldaten besiegt. Die libyschen Gruppen hielten bis zum Ende des Faschismus in Italien aus; einige Ouderna flohen zu ihnen und unterstützten sie.

### Zweiter Weltkrieg
Während des Zweiten Weltkriegs, als Gabès von deutschen Truppen besetzt war und beschossen wurde, nahmen die Berber Matmatas Flüchtlinge auf. Richtung Gabès entstanden bereits 1936 zwei Bunker (5 km von Gabès entfernt). Sie waren Teil der Mareth-Linie, die Frankreich 1936 bis 1939 gegen das italienische Libyen errichten ließ.

### Neu-Matmata
Die Ansiedlungen blieben der französischen Kolonialregierung genauso wenig unbekannt, wie ihren Vorgängern. 1959 begann die tunesische Regierung mit dem Bau von Nouvelle Matmata, einer als modern verstandenen Ansiedlung. Ab 1962 zogen einige Familien dorthin, doch waren es vor allem junge Familien, die in der alten Siedlung kaum Wohnmöglichkeiten sahen, die ihre gewohnte Umgebung verließen und 15 km Richtung Gabès zogen. Wer ein Haus in der alten Stadt hatte, blieb dort. 1967 kam es jedoch nach schweren Regenfällen, die 22 Tage andauerten, zum Zusammenbruch einiger der Bauten, so dass die Bewohner Regierungsstellen im Gabès um Unterstützung baten. Die Bewohner errichteten ihre gewohnten und dem Wüstenklima adäquaten Bauten neu, statteten sie wo möglich mit neuerer Technik aus.

## Architektur

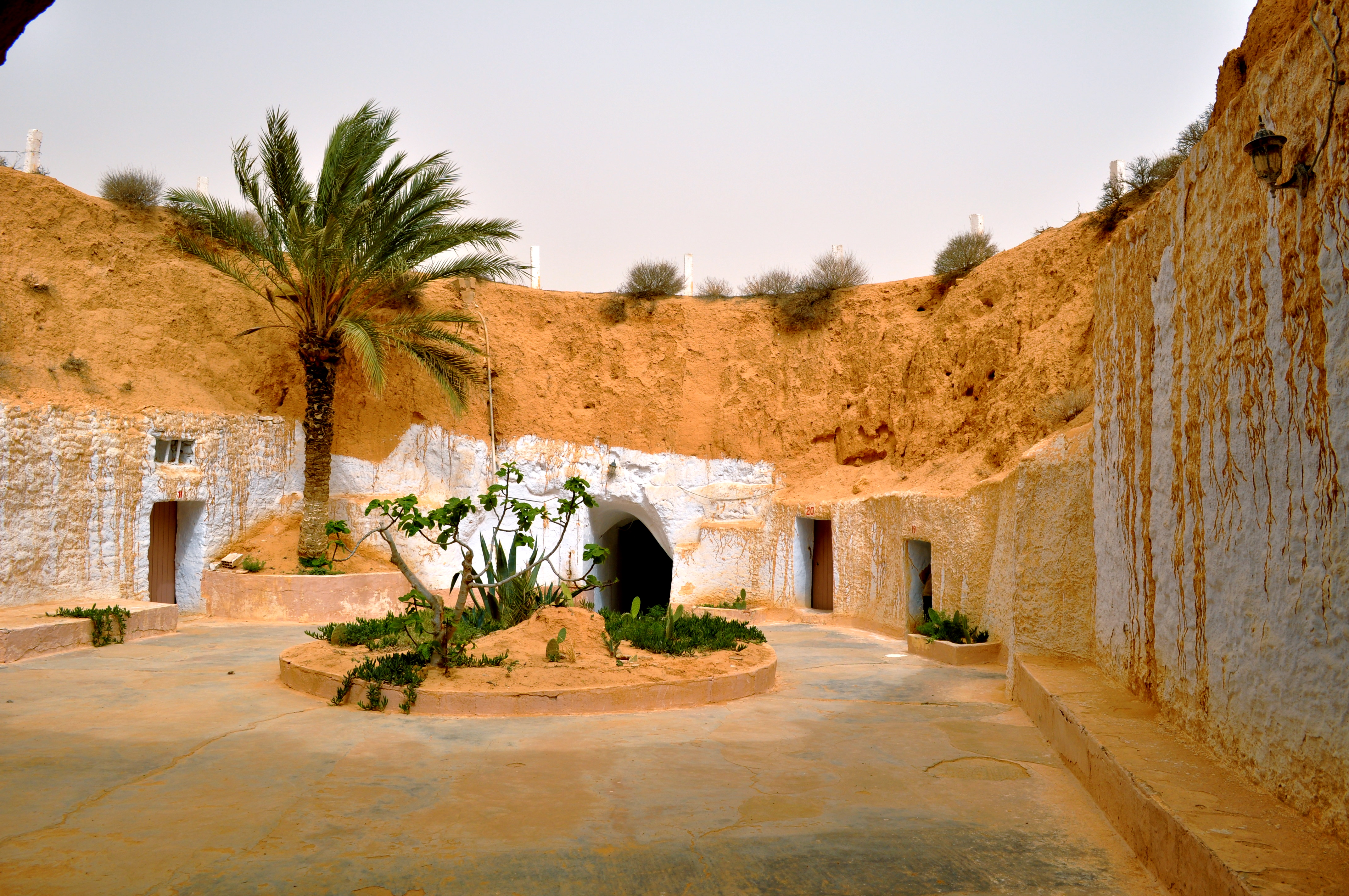
Patio eines Hauskomplexes

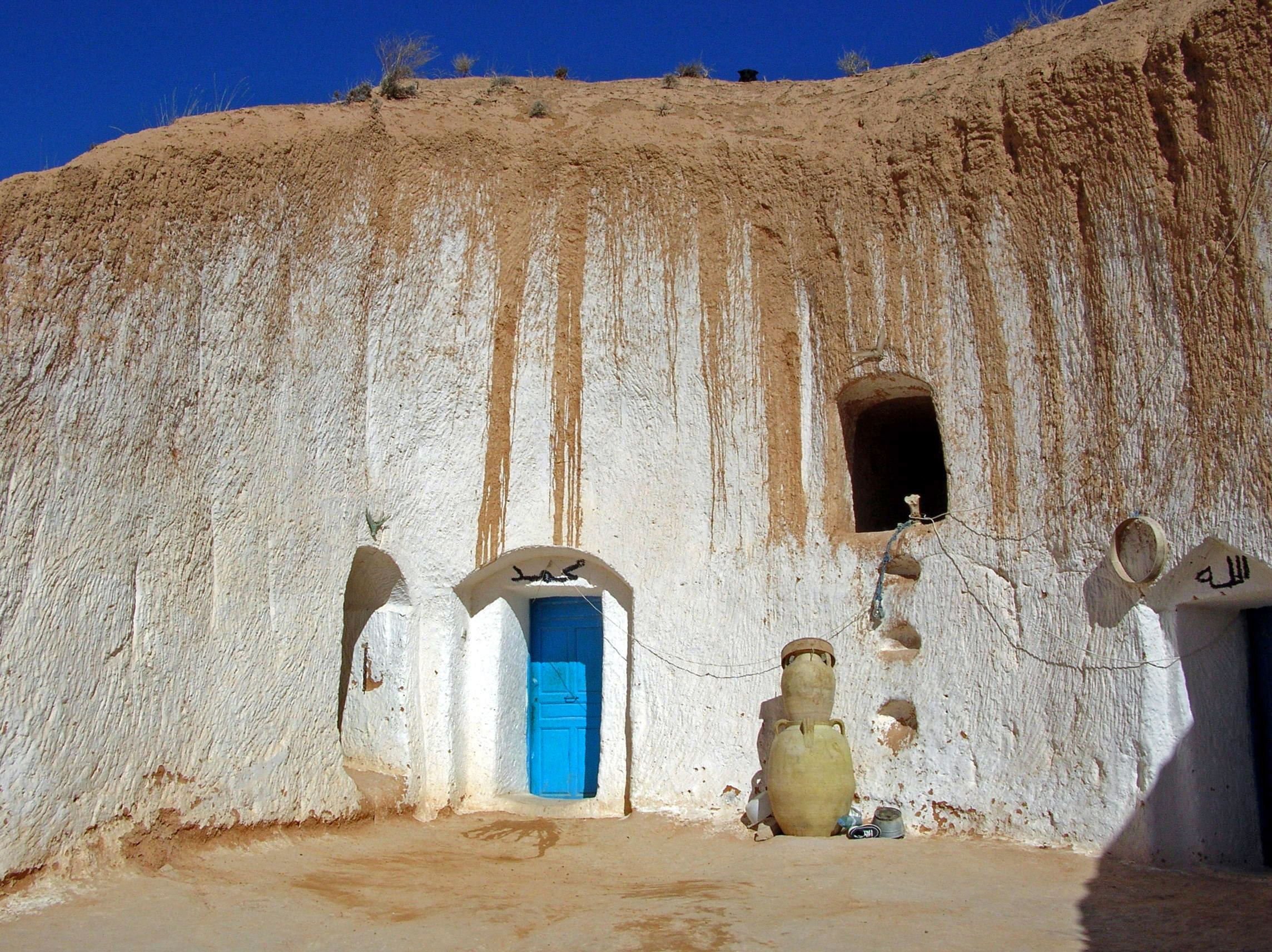
Troglodytenhaus

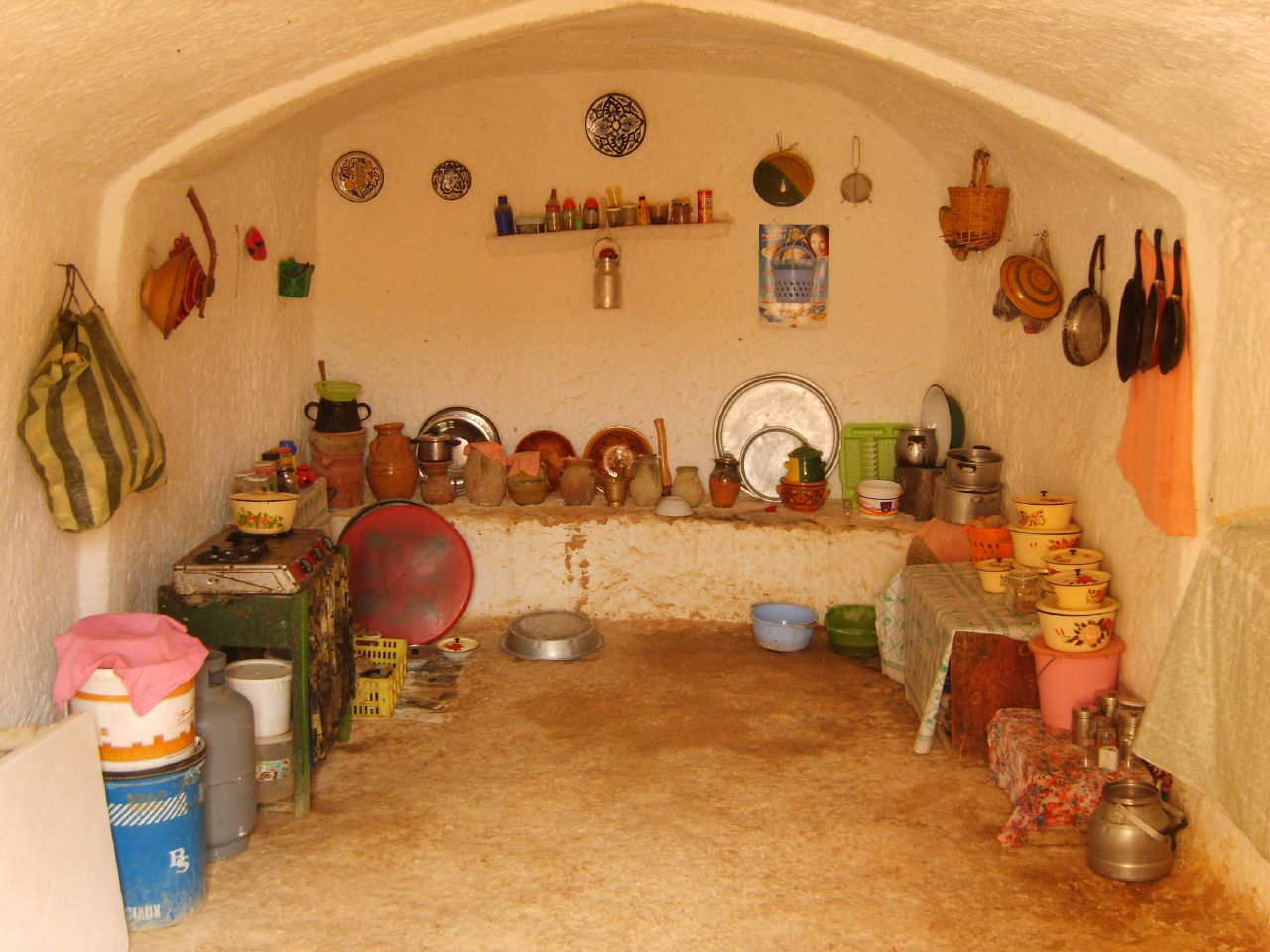
Küche

Die Gestaltungsgrundsätze der Wohnungen sind mindestens 400 Jahre alt. Zunächst wurden etwa 7 m tiefe Gruben mit einem Durchmesser von rund 10 m in den weichen Sandstein gegraben, so dass ein zentraler Platz entstand. Dabei wurden ebenerdig Zimmer und Wohnungen in die so entstandenen senkrechten Wände gegraben. Etwas höher in der Wand entstanden zudem kleine Kammern für Vorräte oder Höhlungen, die als Zisternen dienten. Zu ihnen führten Stufen. Manche hatten Löcher in den Decken, durch die Getreide eingefüllt werden konnte. Ein schmaler Pfad, den auch die Haustiere nutzen konnten, führte von der Ebene hinab in die Grube. Manchmal wurde die große Grube in einen Hügel gegraben, so dass man die Wohnungen seitwärts, also auf einem horizontal geführten Weg erreichen konnte. Die Bauzeit betrug je nach Größe und Anspruch sechs bis zwölf Monate.

## Tourismus
Heute wird der Ort vielfach von Touristen angesteuert, doch ist dies im Ort umstritten; daher dürfen Touristen nur geführt durch das Dorf gehen. Manche Touristen drangen mit ihren Kameras in die Häuser ein, so dass inzwischen Zäune gezogen wurden und Hunde die Wohnungen bewachen. Etwa die Hälfte der ursprünglich 700 Räume und Wohnungen ist heute noch bewohnt. Insgesamt leben in der Region etwa 5000 Menschen in Erdhäusern.